# MHD (rapero)
Mohamed Sylla, (La Roche-sur-Yon, Países del Loira; 10 de septiembre de 1994) más conocido por su nombre artístico MHD, es un rapero francés de origen guineano y senegalés, considerado uno de los precursores del afro-trap.

## Biografía
Nació el 10 de septiembre de 1994 en La Roche-sur-Yon, en el departamento francés de La Vendée. De padre guineano (de la región de Boké) y madre senegalesa. 

### 19 Réseaux
En 2003 se mudo con su familia al XIX Distrito de París, el cual daría nombre al grupo de Afrotrap que formó con sus amigos: 19 Réseaux.

### MHD
Posteriormente, se lanzó a una carrera en solitario con el nombre de MHD y publicó, en 2015, una serie de clips de afrotrap en YouTube. El afrotrap es un término acuñado por él mismo, fusión de música trap y sonoridades africanas. Pronto recibió elogios en las redes sociales de distintas personalidades: los jugadores del PSG, el rapero canadiense Drake o la cantante americana Madonna.
Tras estos éxitos, es invitado a los platós de televisión: Le Petit Journal o Touche pas à mon poste! de Canal+, Francia; y de radio, como Mouv', Skyrock.
Fue, por un tiempo, telonero de Booba. Y fue invitado por Black M a su disco À l'ouest, así como a su concierto en el Estadio de Nongo, en Conakri. Participó también en la banda original de la película Pattaya.
Su primer álbum, epónimo, salió el 15 de abril de 2016, con 15 canciones; seis canciones de Afro Trap y dos con la colaboración de Fally Ipupa et Angélique Kidjo, editado por Artside-Capitol Records.
En julio de 2016, MHD participó en la presentación de la nueva equipación del Real Madrid.
En enero de 2019 fue detenido por la muerte de un joven de 23 años en una pelea de bandas en París. A través de su abogado alegó su inocencia, quedando bajo custodia a la espera del juicio en su contra. Mientras se encontraba recluido en la prisión de La Santé fue contagiado con coronavirus. En julio de 2020 fue puesto en libertad, tal y como confirmó el propio artista a través de sus redes sociales.
En septiembre de 2021 lanzó junto con el productor argentino Bizarrap MHD: Bzrp Music Sessions, Vol. 44.

## Discografía

### Álbumes
- 2016: MHD
- 2018: XIX
- 2021: Mansa

### Sencillos
- 2015: Afro Trap, Part. 1 (La Moula)
- 2015: Afro Trap, Part. 2 (Kakala Bomaye)
- 2015: Afro Trap, Part. 3 (Champions League)
- 2015: Afro Trap, Part. 4 (Fais le mouv)
- 2016: Afro Trap, Part. 5 (Ngatie Abedi)
- 2016: Afro Trap, Part. 6 (Molo Molo)
- 2016: Roger Milla
- 2016: Maman j'ai mal
- 2016: A Kele N'ta
- 2016: Afro Trap, Part. 7 (La Puissance)
- 2016: Afro Trap, Part. 8 (Never)
- 2017: Bravo
- 2017: Afro Trap, Part.  9 (Faut les wet)
- 2018: Afro Trap, Part.  10 (Moula Gang)
- 2018: Bodyguard
- 2018:  Bella
- 2018:  XIX
- 2018:  Bebe
- 2021: Afro Trap, Part. 11 (King Kong)
- 2021: BZRP Music Sessions #44